# Oceanogràfic
El Oceanogràfic (u Oceanográfico) es un destacado complejo situado en la ciudad española de Valencia, integrado dentro de la Ciudad de las Artes y las Ciencias. Es obra de los arquitectos Félix Candela y José María Tomás Llavador y los ingenieros Alberto Domingo y Carlos Lázaro, donde se representa los diferentes hábitats marinos (mares y océanos) en una superficie de unos 110 000 m². Fue inaugurado el 14 de febrero de 2003 y, desde el año 2016, se encuentra gestionado por la empresa Avanqua.
El Oceanogràfic es el acuario más grande de toda la Unión Europea.

## Datos generales

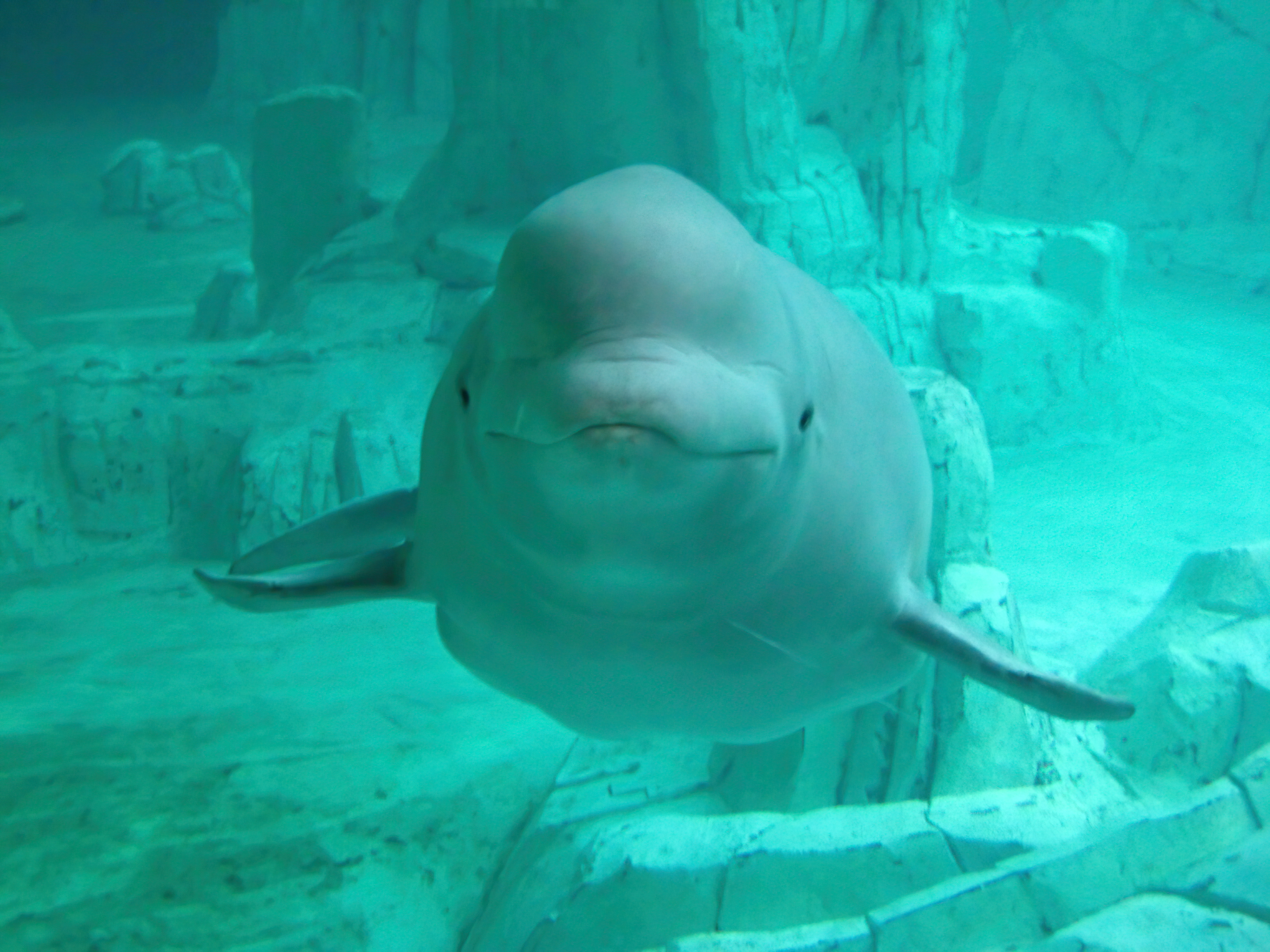
Yulka. La hembra de beluga (Delphinapterus leucas) del Oceanogràfic

Alberga más de 20 000 ejemplares de unas 650 especies diferentes: como delfines, belugas, leones marinos, focas, pingüinos, tortugas, tiburones, rayas, peces, medusas, estrellas, erizos, crustáceos, entre otros, cangrejos araña, además de reptiles y aves típicas de zonas húmedas, como las que viven en la Albufera de Valencia y en los manglares tropicales.
El agua salada es bombeada desde la playa de la Malvarrosa habiendo pasado todos los requisitos necesarios de calidad.
Su arquitectura es obra del equipo de Félix Candela y los ingenieros Alberto Domingo y Carlos Lázaro, autores estos últimos del diseño estructural de las cubiertas del Oceanogràfic València. Se trata del oceanográfico más grande de la Unión Europea con 110 000 metros cuadrados y 42 millones de litros de agua.
En el Oceanogràfic se representan los principales ecosistemas marinos del planeta, con instalaciones dedicadas a los siguientes ambientes acuáticos: mediterráneo, humedales, mares templados y tropicales, océanos, Antártico, Ártico, islas y mar Rojo, además del delfinario, con 24 millones de litros de agua y una profundidad de 10,5 metros. El Restaurante Submarino y el edificio de acceso que da la bienvenida a los visitantes, destacan por las espectaculares cubiertas diseñadas por Félix Candela.
Es miembro de Asociación Europea de Zoos y Acuarios y es el primer acuario de Europa acreditado por la Asociación de Zoos y Acuarios americana (AZA), una de las acreditaciones más exigentes del mundo en cuidado animal y la certificación de bienestar animal que otorga la American Humane (AH) a través de su programa Humane Conservation.

## Controversias
Varias organizaciones animalistas han protestado porque consideran que las condiciones en las que se encuentran los animales en este lugar no son adecuadas. En julio de 2007, la organización DefensAnimal.org realizó una protesta contra el Oceanografic expresando su rechazo a la utilización de animales para "alimentarnos, vestirnos, divertirnos o experimentar".
En 2009, Proyecto Gran Simio pidió el cierre de todos los zoológicos con delfinarios de España por incumplir la ley y aseguró "no comprender cómo el Oceanográfico de la Ciudad de las Artes y las Ciencias de Valencia, tiene un delfinario con delfines y un beluga solitario, siendo una entidad que, "pretende ser seria, científica, cultural y ajena al maltrato animal" pero en la que los delfines son obligados a realizar números circenses." En junio de 2013 pidió a la administración que trasladase a un centro de recuperación a las belugas del Oceanogràfic.
En 2011 una activista de la organización AnimaNaturalis se disfrazó de sirena con la intención de expresar que todos los animales que viven en L'Oceanogràfic están "privados de libertad".
Los activistas Vegan Streakers también realizaron una protesta en el lugar.
En junio de 2023, la organización internacional World Animal Protection publicó un ranking de países europeos con más delfines en cautiverio en el cual España ocupa el número 1. En ese estudio se hace referencia a que el Oceanogràfic se encuentra a la cabeza de los centros que utilizan delfines con fines de entretenimiento, con una veintena de delfines encerrados.
El 16 de agosto de 2023, seis organizaciones de protección animal (AnimaNaturalis, FAADA, fundación firmm, Océanos de Vida Libre, Valencia Animal Save y World Animal Protection) publican una carta pública pidiendo al Oceanogràfic que detenga la cría de delfines en cautividad y se plantee un cierre progresivo de los espectáculos.
El Oceanogràfic así mismo, también ha recibido críticas relativas al cuidado de los animales por parte de extrabajadores de este.